# Turnhoutse School
De Turnhoutse School is de modernistische bouwstijl die het kleinstedelijke Turnhout en omgeving op de architecturale kaart zette en als het ware de brug vormt tussen het voor- en het naoorlogse modernisme.
In de jaren 1960 openden op korte termijn een aantal plaatselijke architecten een praktijk. Paul Neefs (1933-2009), Lou Jansen (1935-2019), Carli Vanhout (1931-2000), Paul Schellekens (°1939) en Gerard Cools (1938-2009) bouwden gedurende de jaren 60 tot en met 80 in de Turnhoutse regio verschillende eengezinswoningen, villa's en sociale woonprojecten. Hun werk is vernieuwend en modern maar zonder het menselijke aspect uit het oog te verliezen, naar het voorbeeld van hun voorganger en stadsgenoot Eugène Wauters (1924-2008). De inspiratie komt vooral uit de Scandinavische architectuur van Arne Jacobsen en Alvar Aalto en de brutalistische architectuurtaal.
Ondanks een aantal onderlinge gelijkenissen zijn Neefs, Jansen, Vanhout en Schellekens vooral vier sterke individuen met elk hun eigenheid. Volgens Yves De Bont, auteur van "100 jaar architectuur in Turnhout" is het werk van Neefs authentiek en integer, dat van Jansen van een wiskundige juistheid en dat van Schellekens begeesterd en expressief.